# Friedrich Bluhme
Friedrich Bluhme (né le 29 juin 1797 à Hambourg, mort le 5 septembre 1874 à Bonn) est un juriste et historien du droit. Il devient célèbre pour le raisonnement qui aboutit à une théorie des mesures (de).

## Biographie
Friedrich Bluhme étudie à Göttingen, Berlin et à Iéna, où il a son doctorat le 3 janvier 1820 ; il est aussi membre de l'Urburschenschaft. En 1821, il a son habilitation à Göttingen puis fait un voyage de recherche en Italie pour étudier l'existence et l'histoire des bibliothèques italiennes. De 1823 à 1825, il est d'abord un professeur auxiliaire puis titulaire à Halle et en 1831 à Göttingen. En 1833, il est nommé conseiller de la cour d'appel des quatre villes libres (de) à Lübeck. Après sa nomination le 15 septembre 1842, Bluhme devient professeur de droit à Bonn en 1843, où il enseigne le droit romain, le droit privé, la procédure pénale et le droit religieux. En 1849-1850 et 1868-1869, il est également recteur de l'université. À Bonn, Bluhme s'implique dans la communauté évangélique encore jeune, prend le poste de presbytre et est membre du synode général en 1846. De 1849 à 1851, il fait construire une villa sur les rives du Rhin, qui deviendra plus tard le musée municipal de la Villa Obernier). De 1859 à 1861, Bluhme est conseiller municipal de Bonn.
Friedrich Bluhme est un ami de Friedrich Carl von Savigny et a une longue correspondance avec lui. Une autre amitié le relie aux frères Grimm.

## Œuvre
Sa thèse De geminatis et similibus, quae dans Digestis inveniuntur, capitibus (Iéna, 1820) montre la direction que ses études scientifiques ultérieures prendront.
Il compile les recherches effectuées lors d'un voyage en Italie dans Iter italicum (Berlin et Halle, 1824-1836, 4 volumes) et dans de nombreuses contributions pour des revues et des compilations juridiques. Avec Karl Lachmann, Theodor Mommsen et Adolf August Friedrich Rudorff (de), il publie Die Schriften der römischen Feldmesser (Berlin 1848–1852, 2 tomes).
Le titre Iter italicum est repris par Julius von Pflugk-Harttung et Paul Oskar Kristeller pour leurs répertoires manuscrits.